# Чазов, Евгений Иванович
Евге́ний Ива́нович Ча́зов (10 июня 1929, Нижний Новгород, РСФСР, СССР — 12 ноября 2021, Москва, Россия) — советский и российский кардиолог, доктор медицинских наук, профессор. Почётный директор ФГБУ «Национальный медицинский исследовательский центр кардиологии».
Был лечащим врачом ряда руководителей СССР. Как отмечал Минздрав, «несколько поколений политиков, деятелей культуры и высокопоставленных чиновников» России и других стран «стремились лечиться» у Чазова.
Начальник 4-го Главного управления при Минздраве СССР в 1967—1986 годах. Министр здравоохранения СССР в 1987—1990 годах. Член Президиума РАМН с 1972 года.
Академик АМН СССР (1971; член-корреспондент 1967). Академик АН СССР (1979). Герой Социалистического Труда (1978). Лауреат Ленинской премии (1982), трёх Государственных премий СССР (1969, 1976, 1991), Премии Совета Министров СССР (1977) и Государственной премии России (2004). Полный кавалер ордена «За заслуги перед Отечеством».
Заслуженный деятель науки РСФСР (1974). Заслуженный деятель науки Кыргызской Республики (1995).
Член ЦК КПСС в 1982—1990 годах (кандидат в члены ЦК 1981—1982 гг.). Депутат Верховного Совета СССР 9—11 созывов. Член КПСС с 1962 года.
Инициатор создания и сопредседатель международного движения «Врачи мира за предотвращение ядерной войны», которому в 1985 году была присуждена Нобелевская премия мира.

## Биография
В 1953 году окончил Киевский медицинский институт, поступил в ординатуру на кафедру госпитальной терапии кардиолога А. Л. Мясникова в 1-м Медицинском институте в Москве. Работал в Институте терапии АМН СССР младшим, затем старшим научным сотрудником, позже — заместителем директора института по научной работе.
Научные интересы Е. И. Чазова формировались под влиянием директора Института терапии АМН СССР А. Л. Мясникова, а также профессоров Б. А. Кудряшова, Г. В. Андреенко и других учёных биологического факультета Московского государственного университета им. М. В. Ломоносова.
В 1956 году защитил диссертацию на соискание учёной степени кандидата медицинских наук по теме «Состояние мукополисахаридов (гиалуроновой кислоты) при ревматизме и хроническом инфекционном полиартрите».

В послевоенные годы… снова Борис Александрович Кудряшов начинает борьбу со страшными недугами. Совместно с Г. В. Андреенко — тогда аспиранткой лаборатории, а потом профессором и заведующей лабораторией ферментативного фибринолиза — был разработан и получен… препарат фибринолизин, способный растворять тромбы. Препарат был передан на клинические испытания в клиники академика А. Л. Мясникова (исполнитель к. м. н. Е. И. Чазов, ныне академик АМН)… Биохимиком Г. В. Андреенко на базе Горьковского завода микробиологических препаратов фибринолизин был произведён уже в промышленном масштабе.

Фибринолизин клинически стал широко применяться для предотвращения тромбозов при разнообразных болезнях.
В 1963 году защитил диссертацию на соискание учёной степени доктора медицинских наук по теме «Роль нарушения противосвертывающих механизмов в возникновении корбонарного тромбоза и новый метод его лечения». С 1965 года — профессор.
С 1965 по 1976 год — директор НИИ терапии АМН СССР, преобразованного в 1967 году в Институт кардиологии им. А. Л. Мясникова АМН СССР (с 1976 года — Институт клинической кардиологии им. А. Л. Мясникова в составе Всесоюзного кардиологического научного центра).
С 1968 года — заместитель министра здравоохранения СССР и одновременно заведующий отделением неотложной кардиологии Института кардиологии им. А. Л. Мясникова. В 1967—1986 годах — начальник IV Главного управления при Министерстве здравоохранения СССР.
С 1976 по 2014 год — директор Всесоюзного кардиологического научного центра АМН СССР, преобразованного в 1991 году в Кардиологический научный центр РАМН, в 1996 году — в Российский кардиологический научно-производственный комплекс Минздрава России, в 2017 году — в ФГБУ «НМИЦ кардиологии» Минздрава России (с 2022 года — имени Чазова).
В 1968—1986 годах Е. И. Чазов — заместитель министра, а в 1987—1990 годах — министр здравоохранения СССР. С 1990 года — вновь директор Всесоюзного кардиологического научного центра АМН СССР.
В 1970—1980-е годы Е. И. Чазов совместно с Б. Лауном (США) был инициатором создания и сопредседателем международного движения «Врачи мира за предотвращение ядерной войны», которому в 1985 году была присуждена Нобелевская премия мира.
В 1976 году при непосредственном участии Е. И. Чазова был создан и открыт санаторий «Волжский Утёс», в настоящее время входящий в состав Медицинского центра Управления делами президента РФ.
В феврале 2016 года Е. И. Чазова госпитализировали с переломом шейки бедра. Был успешно прооперирован в ЦКБ, но травма сопровождалась осложнениями.
Скончался 12 ноября 2021 года. Похоронен в Москве на Новодевичьем кладбище (участок 11, ряд 8, место 3).

## Семья
- Первая жена — реаниматолог, действительный член (академик) АМН СССР Рената Николаевна Лебедева (1928—1999)
  - Дочь Татьяна, доктор медицинских наук, эндокринолог
- Вторая жена — Лидия Викторовна Чазова (Германова) (1934—2010)[15], основоположница профилактической медицины в СССР, профессор, доктор медицинских наук
  - Дочь Ирина (род. 1961), академик РАН, в настоящее время директор Института клинической кардиологии им. А. Л. Мясникова
- Третья жена — секретарь, Лидия Михайловна Жукова

## Научная деятельность
Основные труды по проблемам тромбозов и инфаркта миокарда, метаболизма миокарда и недостаточности кровообращения.
Редактор журнала «Терапевтический архив» (с 1973). Председатель Всесоюзного кардиологического общества (с 1975).
В 1967 году Е. И. Чазов избран членом-корреспондентом АМН СССР, в 1971 году — академиком АМН СССР, а в 1979 году — академиком АН СССР.
Под его руководством защищено более 30 докторских и 50 кандидатских диссертаций. Автор более 450 научных трудов, в их числе 15 монографий. Под руководством Е. И. Чазова было сделано научное открытие «Явление регуляции силы сокращения сердечной мышцы креатином», которое занесёно в Государственный реестр открытий СССР под № 187 с приоритетом от 6 ноября 1973 года.
Заслуженный деятель науки РСФСР, Узбекистана и Киргизии.
Член экспертного консультативного совета Всемирной организации здравоохранения.
На протяжении десятков лет (с 1940-х по 1980-е гг.) Е. И. Чазов осуществлял плодотворное сотрудничество с коллективом биохимиков и коагулологов лаборатории ферментативного фибринолиза биологического факультета МГУ имени М. В. Ломоносова под руководством проф. Г. В. Андреенко, в частности, по исследованию фибринолитической активности крови, и по внедрению в клиническую практику новейших достижений университетской фундаментальной науки.
Е. И. Чазов является одним из создателей факультета фундаментальной медицины МГУ им. М. В. Ломоносова.

## Награды и звания

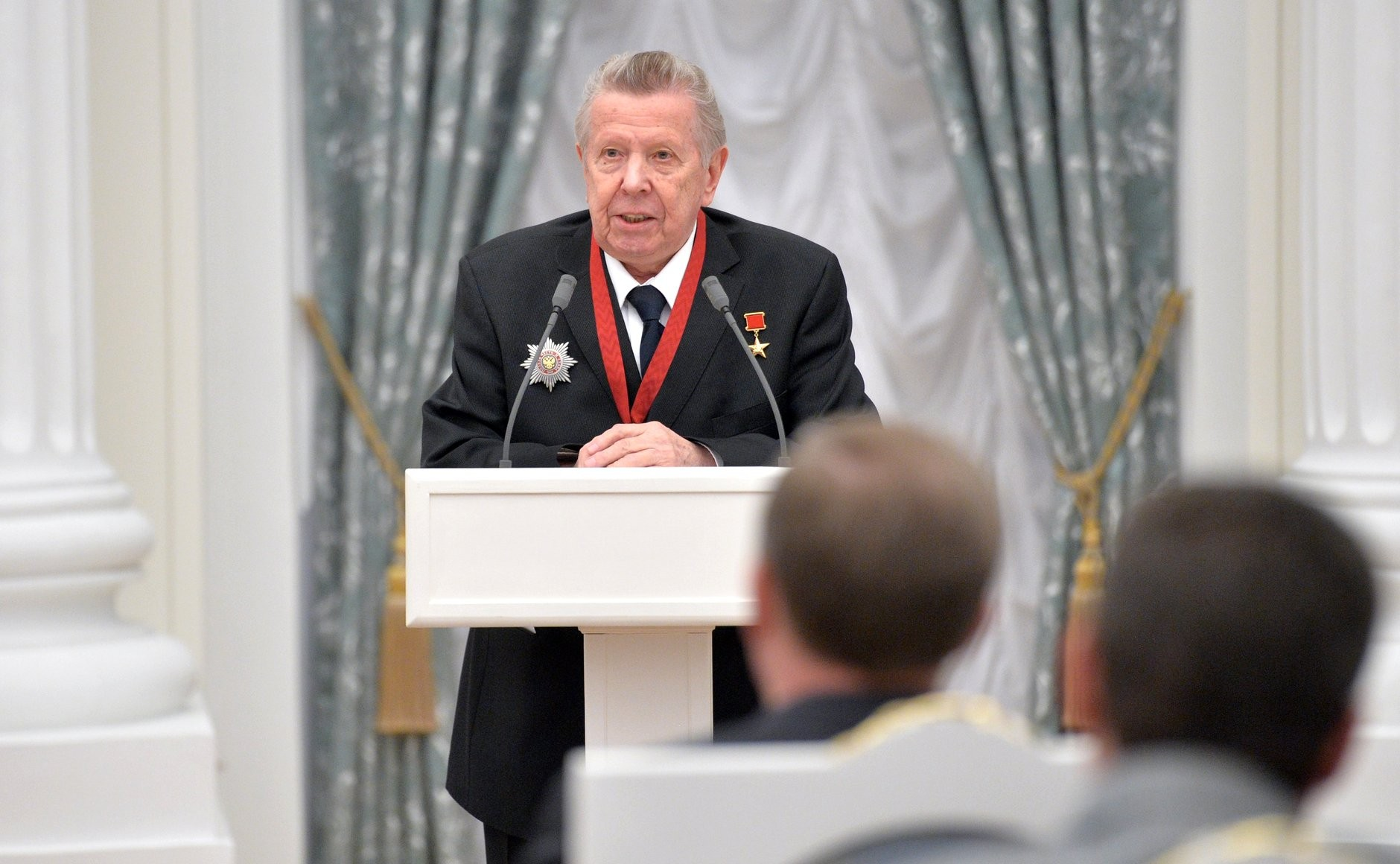
Выступление на церемонии награждения орденом «За заслуги перед Отечеством» III степени, 21 мая 2015 года

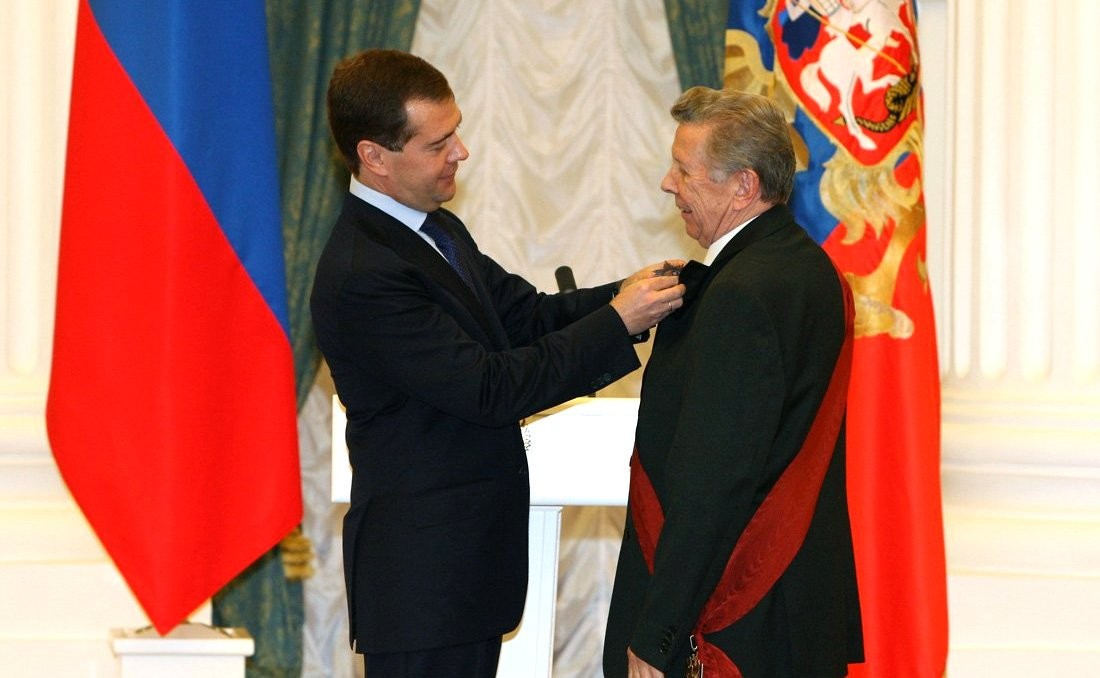
Вручение ордена «За заслуги перед Отечеством» I степени, 2009 год

### России и СССР
- Четыре ордена Ленина (1969, 1976, 1978, 1981)
- Почётное звание «Заслуженный деятель науки РСФСР» (25 января 1974 года) — за заслуги в области медицинской науки и подготовке научных кадров[20]
- Герой Социалистического Труда (Указ Президиума Верховного Совета СССР от 27 июня 1978 года, Орден Ленина и Медаль «Серп и Молот») — за большие заслуги в области здравоохранения, развитии медицинской науки, оказании лечебной и санаторной помощи[21]
- Почётная грамота правительства Российской Федерации (20 мая 1999 года) — за большой вклад в дело охраны здоровья населения,  многолетний добросовестный труд и в связи с 70-летием со дня рождения[22]
- Почётная грамота Московской городской избирательной комиссии (22 апреля 2004 года) — за многолетнее активное участие в организации и проведении избирательных кампаний в городе Москве[23]
- Орден «За заслуги перед Отечеством» II степени (12 июня 2004 года) — за выдающиеся достижения в области здравоохранения и медицинской науки[24]
- Орден «За заслуги перед Отечеством» I степени (10 июня 2009 года) — за выдающиеся заслуги в развитии здравоохранения и медицинской науки, многолетнюю добросовестную работу[25]
- Орден «За заслуги перед Кабардино-Балкарской Республикой» (10 июня 2014 года) — за большой личный вклад в социально-экономическое развитие Кабардино-Балкарии, в совершенствование системы здравоохранения республики[26]
- Орден «За заслуги перед Отечеством» III степени (25 октября 2014 года) — за большой вклад в развитие здравоохранения, медицинской науки и многолетнюю добросовестную работу[27]
- Медаль Столыпина П. А. I степени (4 июня 2019 года) — за большой вклад в развитие здравоохранения, медицинской науки и многолетнюю добросовестную работу[28];
- Орден «За заслуги перед Отечеством» IV степени (13 июня 2019 года) — за большой вклад в развитие здравоохранения и медицинской науки, многолетнюю добросовестную работу[29]
- Медали

### Ведомственные
- Большая золотая медаль имени М. В. Ломоносова (РАН, 2003)
- Золотая медаль имени И. П. Павлова (РАН, 2011) — за цикл работ «Создание новых оригинальных методов лечения на основе изучения физиологических защитных механизмов организма»

### Иностранные награды
- Орден «Трудовая слава» (17 февраля 2003 года, Молдавия) — в знак признания особых заслуг в развитии здравоохранения в Республике Молдова, за значительный вклад в подготовку научных кадров и специалистов высокой квалификации в области кардиологии и внедрение в практику здравоохранения республики научных достижений[30]
- Командор Ордена Академических пальм (24.01.2007, Франция)[31]
- Медаль «Данк» (18 сентября 1999 года, Киргизия) — за заслуги в развитии кардиологической службы республики[32]
- Заслуженный деятель науки Кыргызской Республики (12 мая 1995 года)[33]
- Другие ордена и медали зарубежных государств
- Почётная грамота Национального собрания Республики Беларусь (26 мая 2014 года) — за большой вклад в развитие системы здравоохранения, выдающиеся заслуги в области медицины и плодотворную научную и общественную деятельность[34]

### Премии
- Государственная премия Российской Федерации 2003 года в области науки и техники (9 сентября 2004 года) — за создание и внедрение в практику нового оригинального антиаритмического препарата «Нибентан»[35]
- Ленинская премия 1982 года в области науки и техники (15 апреля 1982 года) — за теоретическое, экспериментальное и клиническое обоснование использования иммобилизованных ферментов для лечения сердечно-сосудистых заболеваний[36]
- Государственная премия СССР 1969 года в области науки и техники (6 ноября 1969 года) — за организацию лечения больных с инфарктом миокарда и разработку новых методов терапии[37]
- Государственная премия СССР (1976, 1991)
- Премия Совета Министров СССР
- Премия имени С. П. Боткина (АМН СССР, 1967) — за монографию «Тромбозы и эмболии в клинике внутренних болезней»
- Премия имени А. Л. Мясникова (АМН СССР, 1977) — за монографию «Очерки неотложной кардиологии»
- Премия Фонда Леона Бернара с вручением медали «За выдающиеся заслуги в области общественной медицины» (Всемирная Организация Здравоохранения, 1997)
- Премия Андрея Первозванного «За веру и верность»

### Звания
- Почётный доктор Военно-медицинской академии (Санкт-Петербург), Йенского университета (ФРГ), Карлова университета (Чехия), университета Куинс (Канада), Краковского университета (Польша), Медицинского факультета Белградского университета (Югославия).
- Почетный профессор Московского университета (2002)[38].
- Почетный доктор Московского университета (2009)[38].
- Почётный гражданин Нижнего Новгорода (24 июня 2009 года)[39].

### Почётный член
- Американской ассоциации сердца
- Международной коллегии по высшей нервной деятельности (США)
- Шведского научного медицинского общества
- Академии наук ГДР
- Венгерской академии наук
- Сербской академии наук и искусств
- Колумбийской академии медицинских наук
- Мексиканской национальной академии медицины
- Академии наук Молдавии[40].

### Иностранный член
- Болгарской АН (1986)

## Память
22 февраля 2022 года Национальному медицинскому исследовательскому центру кардиологии было присвоено имя академика Чазова.
31 января 2023 года в честь Евгения Чазова была переименована 3-я Черепковская улица в Москве.

## Киновоплощения
- Василий Горчаков в сериале «Красная площадь» (2004)
- Лев Прыгунов в мини-сериале «Брежнев» (2005)
- Андрей Егоров в сериале «Джуна» (2015)
- Игорь Бочкин в сериале «Нулевой пациент» (2022)

## Основные работы
- Чазов Е. И. Инфаркт миокарда. Причины, лечение, предупреждение. — М.: «Медицина», 1965. — 40 с.
- Чазов Е. И. Тромбозы и эмболии в клинике внутренних болезней. — М.: «Медицина»; Варшава: Гос. мед. изд-во, 1966. — 263 с.
- Сердечная и коронарная недостаточность. Труды XVII науч. сессии Ин-та терапии АМН СССР 24—26 января 1966 г. Под ред. Е. И. Чазова. — М.: «Медицина», 1966. — 262 с.
- Актуальные проблемы сердечно-сосудистой патологии. Сб. статей. Под ред. Е. И. Чазова. — М.: «Медицина», 1967. — 387 с.
- Чазов Е. И. Сердце, сосуды и нервная система. — М.: «Знание», 1967. — 32 с.
- Острый инфаркт миокарда. Материалы дискуссии 8—18 октября 1968 г. Под ред. Е. И. Чазова. — М.: [Б. и.], 1969. — 60 с.
- Проблемы кардиологии и гастроэнтерологии. Юбилейный сб. науч. работ. Отв. ред. Е. И. Чазов. — М.: «Известия», 1969. — 303 с.
- Достижения нефрологии. К 75-летию Героя Соц. Труда акад., проф. Е. М. Тареева. Сб. статей. Отв. ред. Е. И. Чазов. — М.: «Медицина», 1970. — 271 с.
- Инфаркт миокарда. Под ред. Е. И. Чазова. — М.: «Медицина», 1971. — 311 с.
- Лечение инфаркта миокарда. Науч. обзор. Под ред. Е. И. Чазова. — М.: [Б. и.], 1972. — 173 с.
- Проблемы кардиологии и гастроэнтерологии. Сб. статей. Отв. ред. Е. И. Чазов. — М.: «Медицина», 1972. — 216 с.
- Чазов Е. И., Боголюбов В. М. Нарушения ритма сердца. — М.: «Медицина», 1972. — 248 с.
- Чазов Е. И. Очерки неотложной кардиологии. — М.: «Медицина», 1973. — 176 с.
- Чазов Е. И., Исаченков В. А. Эпифиз: место и роль в системе нейроэндокринной регуляции. — М.: «Наука», 1974. — 238 с.
- Чазов Е. И. Наука, врач, диагноз. — М.: [Б. и.], 1974. — 16 с.
- Научные основы профилактики и лечения сердечно-сосудистых заболеваний. Под рук. Е. И. Чазова. — М.: [Б. и.], 1974. — 20 с.
- Чазов Е. И. Проблемы борьбы с сердечно-сосудистыми заболеваниями. — М.: [Б. и.], 1975. — 14 с.
- Чазов Е. И. Актуальные проблемы сердечно-сосудистой патологии. Лекция, прочитанная в Ун-те здравоохранения. — М.: [Б. и.], 1976. — 12 с.
- Чазов Е. И., Лакин К. М. Антикоагулянты и фибринолитические средства. — М.: «Медицина», 1977. — 311 с.
- Чазов Е. И., Чернух А. М., Вихерт А. М. и др. Развитие кардиологии в СССР в 1971—1975 годах. — М.: «Медицина», 1977. — 174 с.
- Применение фибринолизина при тромбоэмболических заболеваниях. Методические рекомендации. Сост. Е. И. Чазов, Л. Ф. Николаева, Б. А. Королев и др. — Горький: [Б. и.], 1977. — 17 с.
- Вихерт А. М., Князев М. Д., Метелица В. И. и др. Коронарная недостаточность. Достижения теоретической и клинической кардиологии. Под ред. Е. И. Чазова. — М.: «Медицина», 1977. — 208 с.
- Чазов Е. И., Андреев С. В., Петровский Б. В. Актуальные проблемы гемостазиологии. Под ред. Б. В. Петровского и др. — М.: «Наука», 1979. — 327 с.
- Чазов Е. И., Климов А. Н., Герасимова Е. Н. и др. Дислипопротеидемия и ишемическая болезнь сердца. Под ред. Е. И. Чазова и А. Н. Климова. — М.: «Медицина», 1980. — 311 с.
- Чазов Е. И., Смирнов В. Н., Нестайко и др. Кардиология в СССР. Под ред. Е. И. Чазова. — М.: «Медицина», 1982. — 288 с.
- Чазов Е. И., Ильин Л. А., Гуськова А. К. Опасность ядерной войны. Точка зрения советских ученых-медиков. — М.: Изд-во АПН «Новости», 1982. — 149 с.
- Чазов Е. И. Сердце и XX век. — М.: «Педагогика», 1982. — 128 с.
- Руководство кардиологии. В 4-х тт. Под ред. Е. И. Чазова. — М.: «Медицина», 1982:

- Т. 1. Структура и функция сердечно-сосудистой системы в норме и при патологии. — 672 с.
- Т. 2. Методы исследования сердечно-сосудистой системы. — 624 с.
- Т. 3. Болезни сердца. — 624 с.
- Т. 4. Болезни сердца и сосудов. — 607 с.

- Курорты. Энциклопедический словарь. Гл. ред. Е. И. Чазов. — М.: «Советская энциклопедия», 1983. — 592 с.
- Вихерт А. М., Розинова В. Н., Репин В. С. и др. Стенка сосудов в атеро- и тромбогенезе. Исследования в СССР. Под ред. Е. И. Чазова и В. Н. Смирнова. — М.: «Медицина», 1983. — 207 с.
- Чазов Е. И., Ильин Л. А., Гуськова А. К. Ядерная война: медико-биологические последствия. Точка зрения советских ученых-медиков. — М.: Изд-во АПН «Новости», 1984. — 263 с.
- Чазов Е. И. Сердце и XX век. 2-е изд., доп. — М.: «Педагогика», 1985. — 159 с.
- Регуляция сократительной функции и метаболизма миокарда. Сб. статей. Отв. ред. Е. И. Чазов и В. Н. Смирнов. — М.: «Наука», 1987. — 424 с.
- Щепин О. П., Лидов И. П., Лисицын Ю. П. и др. 70 лет советского здравоохранения, 1917—1987. Гл. ред. Е. И. Чазов. — М.: «Медицина», 1987. — 511 с.
- Чазов Е. И. Очерки диагностики. — М.: «Медицина», 1988. — 110 с. — ISBN 5-225-00293-5.
- Атеросклероз человека. Сб. науч. тр. Отв. ред. Е. И. Чазов, В. Н. Смирнов. — М.: «Наука», 1989. — 312 с. — ISBN 5-02-007228-1.
- Болезни сердца и сосудов. В 4-х тт. Под ред. Е. И. Чазова. — М.: «Медицина», 1992:

- Т. 1. — 492 с.
- Т. 2. — 509 с.
- Т. 3. — 444 с.
- Т. 4. — 447 с.

- Чазов Е. И. Здоровье и власть. Воспоминания «кремлевского врача». — М.: «Новости», 1992. — 222 с.
- Чазов Е. И. Истоки. Из истории русской медицины и Московского университета. М. Я. Мудров — первый директор медицинского факультета. — М.: «Медицина», 1994. — 127 с. — ISBN 5-225-02835-7.
- Клинические разборы по кардиологии. Под ред. Е. И. Чазова. [Вып. 1.] — М.: «Медицина», 1995. — 269 с. — ISBN 5-225-02830-6.
- Клинические разборы по кардиологии. Под ред. Е. И. Чазова. Вып. 2. Редкие материалы. — М.: «Медицина», 1995. — 226 с. — ISBN 5-225-02823-3.
- Болезни органов кровообращения: руководство по внутренним болезням. Под ред. Е. И. Чазова. — М.: «Медицина», 1997. — 831 с.
- Болотин Е. В. Болезни органов дыхания. Под ред. Н. Р. Палеева. Под общ. ред. Е. И. Чазова. — М.: «Медицина», 2000. — 727 с.
- Фармакотерапия сердечно-сосудистых заболеваний. Руководство для врачей. Под ред. Е. И. Чазова. — М.: «Медицина», 2000. — 416 с.
- Чазов Е. И. Рок. — М.: «Гэотар Медицина», 2000. — 287 с.
- Чазов Е. И. Рок. История России от первого Президента СССР до первого Президента России. — М.: «Гэотар-мед», 2001. — 287 с.
- Атеросклероз и коронарная болезнь сердца. В 2-х тт. Т. 1. Пер. с англ. под ред. Е. И. Чазова. — М.: «Медицина», 2004. — 822 с.
- Руководство по артериальной гипертонии. Под ред. Е. И. Чазова и И. Е. Чазовой. — М.: «Media Medica», 2005. — 734 с.
- Рациональная фармакотерапия сердечно-сосудистых заболеваний. Руководство для практикующих врачей. Под общ. ред. Е. И. Чазова и Ю. Н. Беленкова. — М.: «Литтерра», 2004. — 971 с. (Переиздание: 2006.)
- Рациональная фармакотерапия сердечно-сосудистых заболеваний. Под общ. ред. Е. И. Чазова и Ю. Н. Беленкова. — М.: «Литтерра», 2007. — 746 с. (Переиздание: 2011.)
- Руководство по атеросклерозу и ишемической болезни сердца. Сб. статей. Под ред. Е. И. Чазова и др. — М.: «Меdia Medica», 2007. — 735 c.
- Чазов Е. И. Здоровье и власть. — М.: «Гэотар-медиа», 2009. — 495 с.
- Бокерия Л. А. и др. Руководство по нарушениям ритма сердца. Под ред. Е. И. Чазова и С. П. Голицына. — М.: «Гэотар-медиа», 2008. — 414 с. (Переиздание: 2010.)
- Чазов Е. И., Терещенко С. Н., Голицын С. П. Неотложная кардиология. Под ред. Е. И. Чазова. — М.: «Эксмо», 2011. — 223 с.
- Чазов Е. И. Как уходили вожди. Записки главного врача Кремля. — М.: «Эксмо»; «Алгоритм», 2012. — 237 с.
- Семанов С. Н., Чазов Е. И., Чурбанов Ю. М. Брежнев: генсек «золотого века». — М.: «Алгоритм», 2013. — 288 с.
- Рациональная фармакотерапия сердечно-сосудистых заболеваний. Руководство для практикующих врачей. Под общ. ред. Е. И. Чазова и Ю. А. Карпова. 2-е изд., испр. и доп. — М.: «Литтерра», 2013. — 1052 с.
- Чазов Е. И. Хоровод смертей: Брежнев, Андропов, Черненко. — М.: «Алгоритм», 2014. — 255 с.
- Чазов Е. И. Жизнь прожить — не поле перейти. — М.: «Подмосковье», 2014. — 367 с. — ISBN 978-5-7151-0382-6.
- Рациональная фармакотерапия сердечно-сосудистых заболеваний. Под общ. ред. Е. И. Чазова и Ю. А. Карпова. 2-е изд. — М.: «Литтерра», 2015. — 779 с. (Переиздание: 2016.)
- Чазов Е. И. Хоровод смертей. Брежнев, Андропов, Черненко. — М.: «Вече», 2015. — 287 с.
- Чазов Е. И. Здоровье и власть. Воспоминания кремлевского врача. — М.: «Центрполиграф», 2015. — 415 с.
- Чазов Е. И. Жизнь прожить — не поле перейти. — М.: «Слон ПО», 2019. — 367 с.
- Чазов Е. И. Как уходили вожди. Записки главврача Кремля. — М.: «Родина», 2022. — 255 с.

### «Метаболизм миокарда»
- Метаболизм миокарда. Материалы I сов.-амер. симпозиума 4—6 ноября 1973 г. Под ред. Е. И. Чазова и Ю. Браунвальда. — М.: «Медицина», 1975. — 432 с.
- Метаболизм миокарда. Материалы II сов.-амер. симпозиума 28—30 мая 1975 г. Под ред. Е. И. Чазова и Х. Е. Моргана. — М.: «Медицина», 1977. — 376 с.
- Метаболизм миокарда. Материалы III сов.-амер. симпозиума 9—11 мая 1977 г. Под ред. Е. И. Чазова и Х. Е. Моргана. — М.: «Медицина», 1979. — 407 с.
- Метаболизм миокарда. Материалы IV сов.-амер. симпозиума 14—16 сентября 1979 г. Под ред. Е. И. Чазова и Х. Е. Моргана. — М.: «Медицина», 1981. — 373 с.
- Метаболизм миокарда. Материалы V сов.-амер. симпозиума 8—10 мюня 1981 г. Под ред. Е. И. Чазова и Х. Е. Моргана. — М.: «Медицина», 1983. — 278 с.
- Метаболизм миокарда. Сб. науч. тр. Отв. ред. Е. И. Чазов и В. Н. Смирнов. — М.: «Наука», 1988. — 248 с.

### Справочники по медицинской помощи
- Вейн А. М., Вахман И. С., Гавалов С. М. и др. Справочник по оказанию скорой и неотложной помощи. Под ред. Е. И. Чазова. — М.: «Медицина», 1971. — 615 с.
- Боголюбов В. М., Вейн А. М., Вахман И. С. и др. Справочник по оказанию скорой и неотложной помощи. Под ред. Е. И. Чазова. 2-е изд. с изм. — М.: «Медицина», 1975. — 672 с.
- Боголюбов В. М., Вейн А. М., Вахман И. С. и др. Справочник по оказанию скорой и неотложной помощи. Под ред. Е. И. Чазова. 3-е изд., стереотип. — М.: «Медицина», 1977. — 672 с.
- Авруцкий Г. Я. и др. Неотложные состояния и экстренная медицинская помощь. Справочник. Под ред. Е. И. Чазова. — М.: «Медицина», 1988. — 604 с. — ISBN 5-225-00041-X.
- Авруцкий Г. Я. и др. Неотложные состояния и экстренная медицинская помощь. Справочник. Под ред. Е. И. Чазова. 2-е изд., стереотип. — М.: «Медицина», 1990. — 604 с. — ISBN 5-225-02617-6.
- Авдеев С. Н. и др. Неотложные состояния. Диагностика и лечение. Справочник. Под ред. Е. И. Чазова. — М.: «Медицина», 2002. — 701 с.